# Lamares
Lamares era una freguesia portuguesa del municipio de Vila Real, distrito de Vila Real.

## Historia
Poblada desde tiempos prehistóricos, como atestiguan sus restos megalíticos, y con carta puebla otorgada a Gache en 1209, Lamares perteneció hasta principios del siglo XVIII a São Lourenço de Ribapinhão (freguesia integrada en la actualidad en el concelho de Sabrosa). Como todas las tierras pertenecientes a los marqueses de Vila Real, pasó en 1641 a poder de la Corona, cuando el marqués y su heredero fueron ejecutados bajo la acusación de conspirar contra el rey Juan IV. En 1651 pasó a formar parte del inmenso patrimonio de la recién creada Casa do Infantado (propiedades asignadas al segundo hijo del rey de Portugal), hasta la extinción en 1834 de esta institución, con las reformas del liberalismo.
En 1956, esta freguesia perdió la mitad de su territorio con la segregación de la freguesia de Justes.
Fue suprimida el 28 de enero de 2013, en aplicación de una resolución de la Asamblea de la República portuguesa promulgada el 16 de enero de 2013 al unirse con la freguesia de Mouçós, formando la nueva freguesia de Mouçós e Lamares.